# Idiotephra
Idiotephra is een geslacht van vlinders van de familie spanners (Geometridae), uit de onderfamilie Ennominae.

## Soorten
- I. hondensis Krüger, 2000
- I. ngomensis Krüger, 2000